# Cacalchén
Cacalchen är en ort i Mexiko.   Den ligger i kommunen Cacalchén och delstaten Yucatán, i den östra delen av landet, 1 000 km öster om huvudstaden Mexico City. Cacalchen ligger 14 meter över havet och antalet invånare är 6 671.
Terrängen runt Cacalchen är mycket platt. Runt Cacalchen är det ganska tätbefolkat, med 62 invånare per kvadratkilometer. Närmaste större samhälle är Motul, 13,8 km norr om Cacalchen. I omgivningarna runt Cacalchen växer i huvudsak blandskog.